# 三木笙子
三木 笙子（みき しょうこ、1975年 -）は、日本の小説家、推理作家。秋田県生まれ。

## 経歴・人物
2005年、神酒高子名義の投稿作「点灯人」が東京創元社主催の第2回ミステリーズ!新人賞最終候補作となる（その際の受賞者は高井忍であった）。同作を改稿の上、連作長篇化した短編小説集『人魚は空に還る』で2008年に作家デビューした。

## 作品リスト

### 単行本・文庫本
帝都探偵絵図シリーズ
- 人魚は空に還る（2008年8月 東京創元社〈ミステリ・フロンティア〉 / 2011年10月 創元推理文庫）
  - 収録作：点灯人 / 真珠生成 / 人魚は空に還る / 怪盗ロータス

- 世界記憶コンクール（2009年12月 東京創元社〈ミステリ・フロンティア〉 / 2012年5月 創元推理文庫）
  - 収録作：世界記憶コンクール / 氷のような女 / 黄金の日々 / 生人形の涙

- 人形遣いの影盗み（2011年2月 東京創元社〈ミステリ・フロンティア〉 / 2013年9月 創元推理文庫）
  - 収録作：びいどろ池の月 / 恐怖の下宿屋 / 永遠の休暇 / 妙なる調べ奏でよ / 人形遣いの影盗み

- 怪盗の伴走者（2015年4月 東京創元社〈ミステリ・フロンティア〉/ 2017年9月 創元推理文庫）
  - 収録作：伴走者 / 反魂蝶 / 怪盗の伴走者

- 怪盗ロータス綺譚 グランドホテルの黄金消失（2022年11月、東京創元社）
  - 帝都探偵絵図のスピンオフ作品
  - 収録作：グランドホテルの黄金消失 / 特等席 / 埋める者 暴く者 / すべて当たり籤 / 光と影のおむすびころりん

クラーク巴里探偵録シリーズ
- （サブタイトルなし）（2014年2月 幻冬舎文庫）
  - 収録作：幽霊屋敷 / 凱旋門と松と鯉 / オペラ座の怪人 / 東方の護符

- 露西亜の時間旅行者（2017年1月 幻冬舎文庫）
  - 収録作：光と影 / オスマンルビーの呪い / 露西亜の時間旅行者 / 遙かなる姫君

シリーズ外作品
- 金木犀二十四区（2012年8月 角川書店）
- 竜の雨降る探偵社（2013年2月 PHP研究所）
- 百年の記憶 決壊石奇譚（2013年5月 講談社）
  - 【改題】百年の記憶 哀しみを刻む石（2015年9月 講談社文庫）

- 水の都 黄金の国（2016年7月 講談社）
- 月世界紳士録（2017年6月 集英社オレンジ文庫）
- 帝都一の下宿屋（2018年8月 東京創元社）
- 月の王子 砂漠の少年（2018年11月 小学館ジュニア文庫）
- 赤レンガの御庭番文庫（2019年2月 講談社タイガ）
- 帝都千一夜 美男のシェヘラザード（2021年7月 小学館文庫キャラブン!）
- 招かれざる客 ～黒の大正花暦～（2021年12月、ウィングス文庫）

### 雑誌掲載作品

#### 小説
- 「永遠の休暇 帝都探偵絵図」 - 『ミステリーズ!』vol.44 DECEMBER 2010（東京創元社、2010年12月）掲載
- 「何故、何故」 - 『ミステリーズ!』vol.48 AUGUST 2011（東京創元社、2011年8月）掲載
- 「月と竹の物語」 - 『ミステリーズ!』vol.51 AUGUST 2012（東京創元社、2012年8月）掲載
- 「伴走者」 - 『ミステリーズ!』vol.68 DECEMBER 2014（東京創元社、2014年12月）掲載
- 「永遠の市」 - 『ミステリーズ!』vol.88 APRIL 2018（東京創元社、2018年4月）掲載
- エッセイ&ショートノベル - 『小説WINGS』2018年夏号（NO.100）（新書館、2018年9月）掲載
- 「招かれざる客 ～黒の大正花暦～」 - 『小説WINGS』2020年冬号（NO.106）- 2020年秋（No.109）（新書館、2020年2月 - 11月）掲載

#### エッセイ
- 「ミステリーズ・バー 絵に描いた酒」 - 『ミステリーズ!』vol.38 DECEMBER 2009（東京創元社、2009年12月）掲載

#### インタビュー
- インタビュー記事 - 『活字倶楽部』2009年春号（雑草社、2009年4月）掲載
- 「迷宮解体新書(第41回) 三木笙子」 - 『ハヤカワミステリマガジン』2011年5月号（早川書房）掲載